# Kilchberg
Kilchberg é uma comuna da Suíça, situada no  distrito de Horgen, cantão de Zurique, com cerca de 7.087 habitantes. Estende-se por uma área de 2,58 km², cuja densidade demográfica é de 2.747 hab/km². Confina com as seguintes comunas: Adliswil, Küsnacht, Rüschlikon, Zollikon e Zürich (Zurique).
A língua oficial local é o alemão.